# Hofanlage Meyerholz
Die Hofanlage Meyerholz in Dünsen, Samtgemeinde Harpstedt, Dorfstraße 6 und Meyerholz 2, stammt aus dem 18. und 19. Jahrhundert.
Das Ensemble steht unter Denkmalschutz (Siehe auch Liste der Baudenkmale in Dünsen).

## Geschichte
Die Hofanlage am Ende eines Stichweges mit altem markanten Baumbestand besteht aus
- dem eingeschossigen giebelständigen Wohn- und Wirtschaftsgebäude von 1790 als Zweiständerhallenhaus in Fachwerk mit Steinausfachungen und Krüppelwalmdach,
  - sowie mit traufseitigen Fachwerk-Stallanbau mit Satteldach und kleinem Zwerchhaus und Ladeluke,
  - und mit der westlichen eingebauten Futterküche,
- dem zweigeschossigen Speicher von 1753 in Fachwerk mit Steinausfachungen und mit Satteldach,
- dem Backhaus von um 1800 in Fachwerk mit Steinausfachungen und Satteldach, verbohltem Giebel sowie traufseitiger Anbau mit Schleppdach,
- der Remise aus der 1. Hälfte des 19. Jh. in Fachwerk mit Steinausfachungen und Krüppelwalmdach sowie den westlichen zwei traufseitigen Einfahrten,
- der Scheune aus der 1. Hälfte des 19. Jh. in Fachwerk mit Steinausfachungen, Feldsteinsockel,  Satteldach, verbohlten Giebeln sowie traufseitigem Anbau mit Schleppdach,
- und weiteren nicht denkmalgeschützten Nebengebäuden.

Die Landesdenkmalpflege befand: „...geschichtliche Bedeutung ... als beispielhafte Hofanlage der 2. Hälfte des 18. und des 19. Jhs. ...“.